# Musée d'Orsay
Musée d'Orsay er et museum i Paris i Frankrig. Det ligger på venstre side af Seinen i en tidligere jernbanestation, Gare d'Orsay. Museet indeholder hovedsagelig fransk kunst fra 1848 til 1914 og har samlinger af malerier, skulpturer, møbler og fotografier. Museet er mest kendt for sin store samling af kendte impressionistiske malere som Claude Monet og Pierre-Auguste Renoir. Mange af disse malerier var udstillet på Galerie nationale du Jeu de Paume før museets åbning i 1986.

## Historie
Museumsbygningen var oprindeligt en banegård, Gare d'Orsay, bygget for et fransk jernbaneselskab til linjen Paris-Orléans. Den skulle være færdig til verdensudstillingen i 1900. Bygningen var tegnet af de tre arkitekter Lucien Magne, Émile Bénard og Victor Laloux. Det var et trafikknudepunkt på forbindelsen mellem Paris og det sydvestlige Frankrig indtil 1939.
I 1939 var stationens korte perroner blevet utidssvarende for de længere tog, som efterhånden blev brugt på mange andre hovedlinjer. Efter 1939 blev bygningen brugt til forskellige servicetilbud til forstadsborgere, og en del af bygningen blev postcenter under 2. verdenskrig. Stationens hotel lukkede 1. januar 1973.

## Ombygning til museum
I 1977 besluttede den franske regering at omdanne stationen til et museum. Arkitektfirmaet ACT forestod ombygningen, som blev udført af Bouygues. Arbejdet gik ud på at skabe 20.000 ekstra kvadratmeter på fire etager. Det nye museum blev åbnet den 1. december 1986 af præsident François Mitterrand.
Museet dækker en afgrænset periode i fransk kunsthistorie og indgår dermed i et kronologisk forløb med to andre store kunstmuseer i Paris: Louvre dækker kunst fra før antikken til 1848, Musée d'Orsay indbefatter kunst fra 1848 til 1914, og Centre Georges Pompidou indeholder kunst fra 1914 til nutiden.

## Direktører
- Françoise Cachin: 1986–1994
- Henri Loyrette: 1994–2001
- Serge Lemoine: 2001–2008
- Guy Cogeval: 2008–

## Samlingen
- Vincent van Gogh: Stjerneklar nat ved Rhonefloden, malet i september 1888 ved Arles
- Pierre-Auguste Renoir: Bal au moulin de la Galette, Montmartre, 1876
- Édouard Manet: Le Déjeuner sur l'Herbe, 1862-1863
- Gustave Courbet: Kunstnerens atelier (detalje), 1855
- Paul Cézanne: Æbler og appelsiner, omkring 1899
- Alexandre Cabanel: Venus' fødsel, 1863
- Edgar Degas: Dansetimen, 1875
- Edgar Degas: Absinthe-drikkeren, 1876
- Vincent van Gogh: Kirken i Auvers-sur-Oise, 1890
- Claude Monet: Blomstrende valmuer, 1873
- Claude Monet: Rue Montorgueil, 1878
- Edouard Manet: Ung fløjtenist, 1866

### Berømte malere på museet
- Gustave Courbet
- Jean-François Millet
- Jean-Baptiste Camille Corot
- Alexandre Cabanel
- Jean-Léon Gérôme
- Pierre Puvis de Chavannes
- Eugène Boudin
- Camille Pissarro
- Édouard Manet
- Edgar Degas
- Paul Cézanne
- Claude Monet
- Odilon Redon
- Pierre-Auguste Renoir
- Jules Desbois
- Ferdinand Hodler
- Gustave Caillebotte
- Édouard Detaille
- Vincent van Gogh
- Eugène Jansson
- Paul Signac
- Félix Vallotton
- Georges-Pierre Seurat
- Pierre Bonnard
- André Devambez
- Paul Sérusier
- Maurice Denis
- André Derain
- James McNeill Whistler

### Berømte skulptører
- François Rude
- Jules Cavelier
- Jean-Baptiste Carpeaux
- Auguste Rodin
- Paul Gauguin
- Camille Claudel
- Honoré Daumier.